# Viesīte
Viesīte és un poble del municipi homònim, del qual és el centre administratiu, a Letònia, està situat a l'antiga regió de Selònia i a una distància de 30 km de Jekabpils i d'uns 130 de Riga i a 31 km de la frontera lituana.